# ماري توما
ماري توما (1961-) فنانة تشكيلية فلسطينية ولدت في أوكلاند كاليفورنيا، لأم من أصل إيرلندي وأب من كفر ياسيف، تعلمت الخياطة والحياكة من والدتها ودفعها حبها لهم إلى بدء دراستها الرسمية للفن كمتدربة في قاعة الفنون الجميلة في كرداسة في مصر حيث تعلمت نسيج المفروشات. وفي عام 1985 حصلت على درجة البكالوريوس في تخصص تصميم الأزياء والنسيج من قسم الفنون جامعة كاليفورنيا في ديفيس، ثم تابعت دراستها في تصميم الأزياء النسائية في معهد الموضة للتكنولوجيا في نيويورك بين العامين (1986-1987)، وحصلت على درجة الماجستير في الفنون الجميلة من جامعة أريزونا في عام 1994، وترأست برنامج الأقمشة في جامعة نورث كارولينا في شارلوت بين العامين (1997-2021).

## أسلوبها الفني
بحثت في أسلوبها وأعمالها الفنية في علاقة الشعب الفلسطيني الروحية بأرضه ووطنه، بالإضافة إلى وجهات النظر النسوية المحيطة بالهوية والجسد والأرض والروح، ويدل استخدامها للنسيج والمواد القائمة على القماش إلى عمل المرأة التقليدي وصوتها وجسدها وذاكرتها، كما تعمل في النحت والتركيب والورق.

## معارضها
شاركت في العديد من المعارض الفردية والجماعية، منها:
1. معرض كسوة الأرض، تزيين العظام، في مركز الواسطي للفنون في القدس، عام 2000.
2. معرض الطاقة الداخلية، جاليري الكهف في بيت لحم، عام 2005.
3. معرض صندوق القدس، قصص الجدار في واشنطن، عام 2008.
4. داخل الإطار، خارج الإطار: تمثيلات المرأة في الممارسة الفنية، في متحف جامعة بيرزيت، عام 2011.
5. جسر إلى فلسطين، غاليري مارك هاشم في بيروت لبنان، عام 2014.
6. معرض أخبرني المزيد، مركز ماكول للفن والابتكار في نورث كارولينا، عام 2017.

## مقتنياتها
اقتنت العديد من المؤسسات أعمال لها ومنها: المتحف العربي الأمريكي القومي، ومنصة الفن المعاصر في الكويت، ومتحف كروكر للفنون في كاليفونيا، ومجموعة بينتون في فلسطين.